# Farrodes otiesa
Farrodes otiesa is een haft uit de familie Leptophlebiidae. De wetenschappelijke naam van de soort is voor het eerst geldig gepubliceerd in 1996 door Lugo-Ortiz & McCafferty.
De soort komt voor in het Nearctisch gebied en het Neotropisch gebied.